# Boti Ann Bliss
Pour les articles homonymes, voir Bliss.
Boti Ann Bliss, née le 23 octobre 1975 à New York, est une actrice américaine.
Élevée à Aspen au Colorado, son père était violoniste et elle vécut dans un tipi en bois avec son beau-père et sa mère, qui tissaient et vendaient des chandails personnalisés. Son père était un violoniste spécialisé dans le classique. Elle a un frère plus jeune, Yuri, ainsi que plusieurs demi-frères et beaux-frères et sœurs.
Faisant des apparitions à la télévision durant les années 1990 dans Cybill en 1997 ou dans Nash Bridges en 1997 et 1999, elle apparaît au cinéma dans quelques films. Mais, depuis 2003, Boti Bliss se fait remarquer par son rôle de Maxine Valera dans la série Les Experts : Miami, jusqu'en 2009. Sa voix est doublée en français par Céline Ronté.

## Vie privée
Elle a épousé le réalisateur Blair Hayes en 2010. Elle a donné naissance à un garçon, Ashby Buck, le 15 mars 2011.

## Filmographie
- 1994 : Rebel Highway
- 1994 : Roadracers (TV) de Robert Rodriguez
- 1997 : Cybill
- 1997 : Cracker
- 1997 : Nash Bridges
- 1997 : Pacific Blue
- 1998 : Broken and Bleeding de Aric Cushing et Brian Huckeba
- 1998 : Les Sept Mercenaires
- 1998 : La croisière s'amuse, nouvelle vague
- 1998 : Le Caméléon
- 1999 : Nash Bridges
- 1999 : Warlock III: The End of Innocence (TV) de Eric Freiser
- 1999 : Pacific Blue
- 2000 : FreakyLinks
- 2000 : Charmed : Abbey
- 2000 : Dumped de Oliver Robins
- 2001 : Terreur dans les airs de Bob Misiorowski
- 2001 : Bubble Boy de Blair Hayes
- 2002 : Power Play de Joseph Zito
- 2002 : Ted Bundy de Matthew Bright
- 2003 : National Lampoon Presents Dorm Daze de David et Scott Hillenbrand
- 2003 - 2009 : Les Experts : Miami - Saisons 2 à 8, dans le rôle de Maxine Valera
- 2005 : The Mostly Unfabulous Social Life of Ethan Green de George Bamber
- 2006 : Stage Kiss de Eduardo Carrillo
- 2006 : I'm Reed Fish de Zackary Adler
- 2008 : Pulse 2: Afterlife de Joel Soisson
- 2010 : Les Feux de l'amour - Saison 38
- 2010 : Une élève trop parfaite (The Perfect Teacher) (TV) de Jim Donovan : Rachel
- 2011 : Le piège des apparences (TV) de Curtis Crawford : Carrie Remingtoni
- 2015 : Une enseignante troublante (A teacher's obsession) (TV)  de Blair Hayes : Jane